# Fohrenweiher (Naturschutzgebiet)
Das Gebiet Fohrenweiher ist ein vom Regierungspräsidium Tübingen am 15. Oktober 1983 durch Verordnung ausgewiesenes Naturschutzgebiet auf dem Gebiet der Gemeinde Schlier im baden-württembergischen Landkreis Ravensburg.

## Lage
Das Naturschutzgebiet Fohrenweiher liegt zwischen Wetzisreute und Oberankenreute östlich des Weilers Fohren. Das Gebiet gehört zum Naturraum Oberschwäbisches Hügelland.

## Schutzzweck
Der Schutzzweck ist laut Verordnung „die Erhaltung des Fohrenweihers, eines überstauten natürlichen Sees, dessen Wasserspiegel stark abgesunken ist und der jetzt auf seiner ganzen Fläche verlandet. Die Verlandungsfläche ist ein wichtiger Lebensraum seltener Pflanzengesellschaften sowie gefährdeter Tierarten, die auf kleinräumige flache Wasserflächen angewiesen sind.“

## Landschaftscharakter
Der Fohrenweiher ist ein verlandeter, natürlicher See ohne Zu- und Abfluss. Er wird also nur vom Grundwasser gespeist. Er besitzt keine offene Wasserfläche, sondern ist von einem bultigen Seggenried und Schilfröhricht bewachsen. Der Wasserspiegel schwankt stark mit dem Grundwasserstand. Zwischen den Seggenbulten wachsen Weiße Seerosen. Der See ist von einem fast geschlossenen Gehölzsaum umgeben.